# Tarrenz
Tarrenz település Ausztria tartományának, Tirolnak a Imsti járásában található. Területe 74,64 km², lakosainak száma 2692 fő, népsűrűsége 36 fő/km² (2014. január 1-jén). A település 836 méter tengerszint feletti magasságban helyezkedik el.

## Fordítás
- Ez a szócikk részben vagy egészben  a   Tarrenz című angol Wikipédia-szócikk ezen változatának fordításán alapul.  Az eredeti cikk szerkesztőit annak laptörténete sorolja fel. Ez a jelzés csupán a megfogalmazás eredetét és a szerzői jogokat jelzi, nem szolgál a cikkben szereplő információk forrásmegjelöléseként.